# The Sedan Vault
The Sedan Vault is een Belgische band die in 1992 werd opgericht omdat de bandleden nummers wilden spelen in de aard van Guns 'n Roses. Het vierde bandlid Johan Buyle verliet de band na het tweede album.
The Sedan Vault speelde onder meer op Pukkelpop, Incubate, Boomtown en Groezrock.
De band nam drie albums op.

## Discografie
- 2006 Mardi Gras Of The Sisypha
- 2008 Vanguard
- 2014 Minutes to Midnight